# Charles Riddy
Charles Riddy (Toronto, 3 de març de 1885 - ?) va ser un remer canadenc que va competir a començaments dels segle xx.
El 1908 va prendre part en els Jocs Olímpics de Londres, on guanyà dues medalles de bronze del programa de rem: el quatre sense timoner i el vuit amb timoner.
Quatre anys més tard disputà la prova de vuit amb timoner als Jocs d'Estocolm, però no aconseguí medalla.